# María Vetsera
María Alejandrina de Vetsera (Viena, 19 de marzo de 1871 - Mayerling, 30 de enero de 1889) fue una aristócrata austrohúngara, conocida principalmente por haber sido la amante del archiduque Rodolfo de Habsburgo, junto al que apareció muerta en extrañas circunstancias.
Hija del barón Albin de Vetsera, un diplomático húngaro afincado en la corte vienesa, y su esposa Elena Baltazzi, miembro de una de las familias de banqueros griegos más importantes del Imperio turco, tuvo tres hermanos: Ladislao Lazi, Juana Hanna y Francisco Albin Feri.

## Datos biográficos

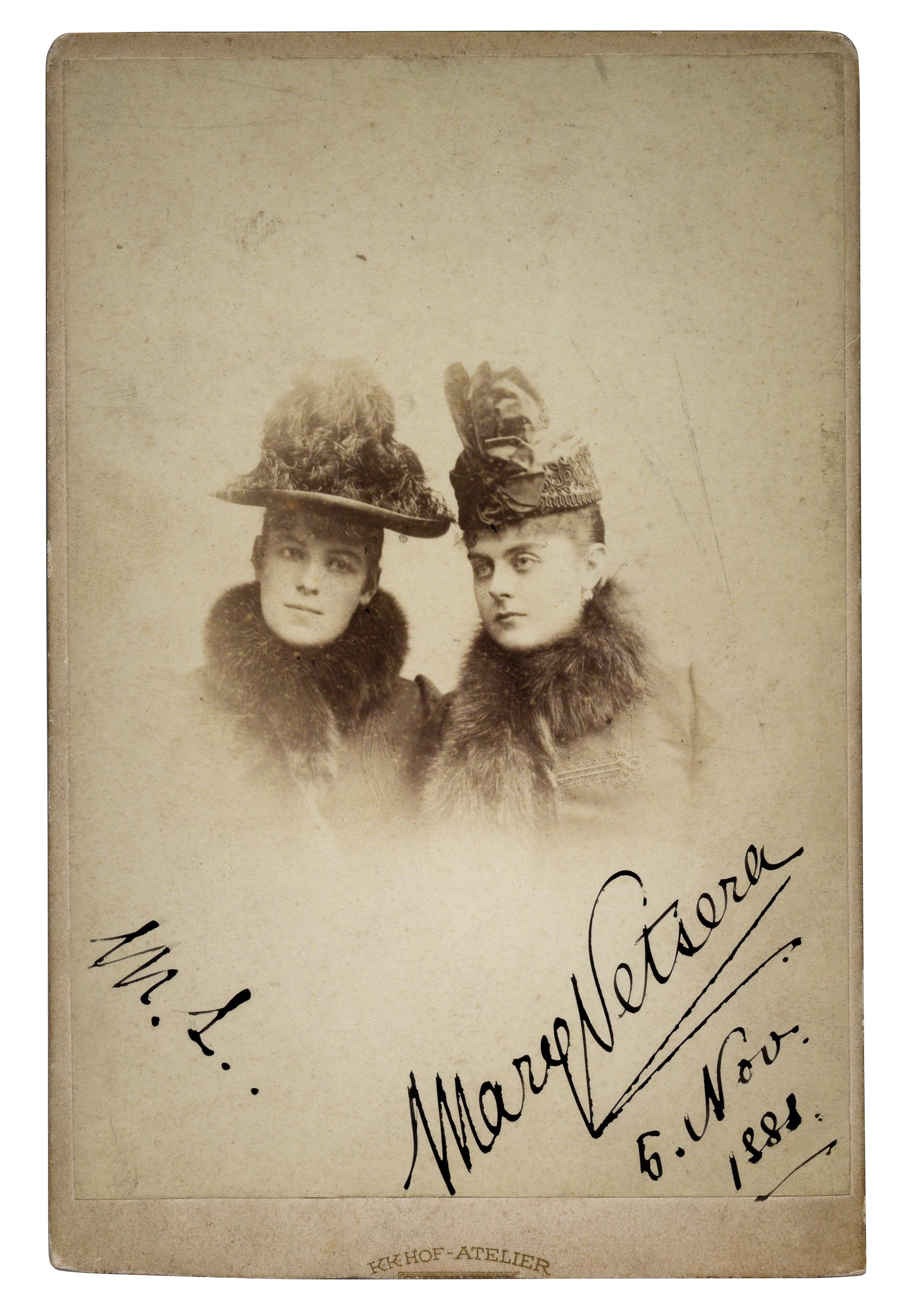
María Luisa Mendel von Wallersee y María Vetsera.
Inscripciones:
M. L..
MaryVetsera
5. Nov.
1888.
K.K. HOF - ATELIER
ADELE

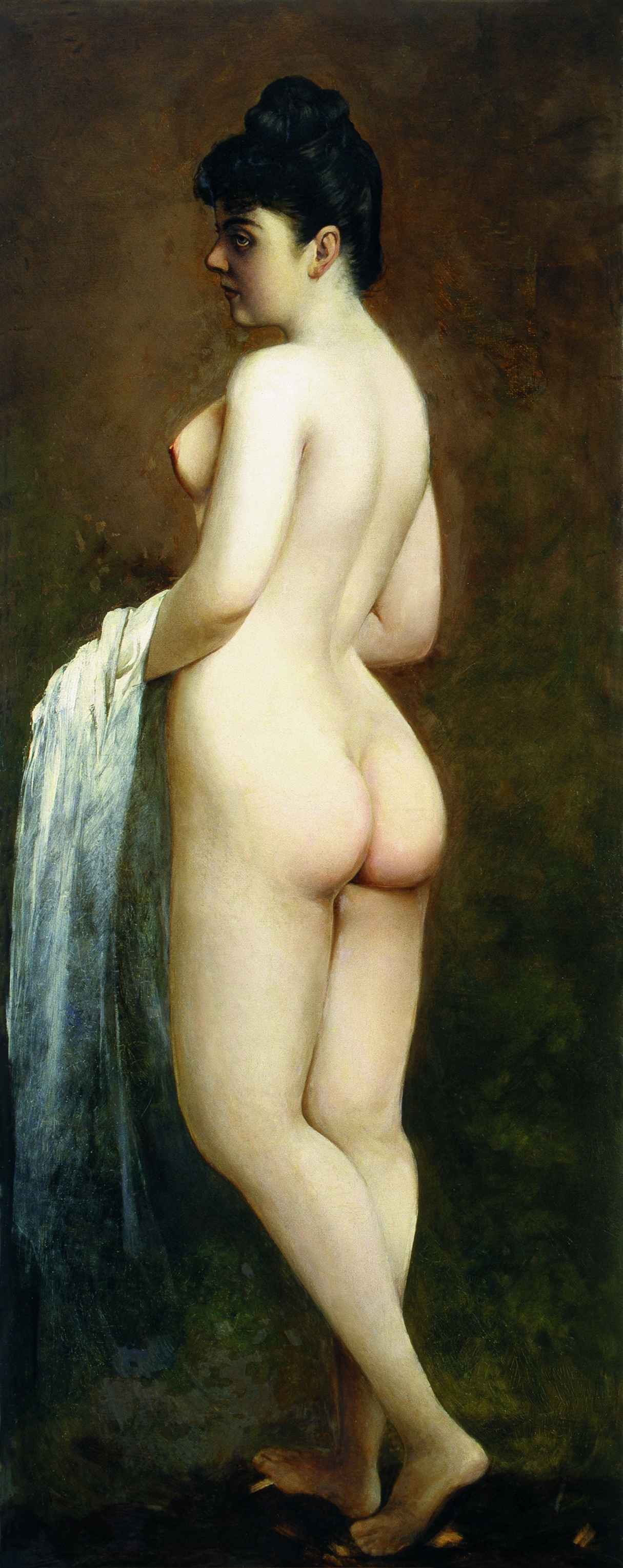
María Vetsera. BMobV

Prácticamente nada se sabe de su vida hasta que, a finales de 1888, la baronesa María Luisa Mendel von Wallersee (1858-1940), prima del Kronprinz, presentó a Rodolfo a la joven.
Según algunos investigadores, María estaba profundamente enamorada del heredero; este, por el contrario, sumido en una profunda depresión, había decidido suicidarse; pero, ante el miedo a morir solo, propuso a María quitarse la vida juntos, a lo que ella accedió.
«Cartas de despedida»…
Parece que, días antes de su muerte, María escribió una serie de misivas de despedida:

Querida mamá: perdóname lo que he hecho. No puedo resistir el amor. De acuerdo con él, quiero ser enterrada a su lado en el cementerio de Alland. Soy más feliz en la muerte que en la vida. Tu María.

Dos cartas más irían dirigidas a sus hermanos Juana y Francisco Albin.

Querida hermana: partimos alegremente hacia una vida más allá de la tumba. Piensa de vez en cuando en mí y no te cases si no es por amor. A mí no me ha sido posible hacerlo, y como no puedo resistirme a mi amado me voy con él.

Adiós, querido hermano: seguiré velando sobre ti desde el otro mundo; te amo tiernamente.

El 13 de enero, el heredero al trono le regaló a la baronesa un anillo con la leyenda:

I(n)L(iebe)V(ereint)B(is)I(n)D(em)T(ode)
(Unidos en el amor hasta la muerte)

Aquel mismo día, María fue al estudio de su fotógrafo en Viena y, a continuación, redactó su testamento.
Por último, se conserva en la Biblioteca Nacional de Austria un perfil a lápiz de la joven, firmado y fechado por Em. Böger en 1889, desconociéndose por ahora más datos al respecto.

## Mayerling
Día 27
Con la ayuda de María Luisa, se planeó la «desaparición» de María Vetsera.
Día 28
- 10:00 a. m. María Luisa fue a buscar a María Vetsera a su casa de la Salesianergasse para «ir de compras».
- 10:30 a. m.  Josef Bratfisch, el cochero de confianza de Rodolfo, las esperó junto a la iglesia de San Agustín, cerca del palacio de Hofburg.
- 10:31 a. m. La condesa Larisch acompañó a María hasta Hofburg.
- 10:32 a. m. María Vetsera partió con Bratfisch en dirección a Breitenfurt.
- 11:15 a. m. La condesa Larisch simuló que María ha desaparecido frente a la tienda de los hermanos Rodeck, en el n.º 7 del Kohlmarkt.
- 11:30 a. m. María Luisa informó a Hélène Baltazzi de la «desaparición» de su hija.
- 12:05 p. m. La condesa Larisch comunicó personalmente al jefe de Policía de Schottenring que María Vetsera ha desaparecido.
- 13:00 p. m. Rodolfo se encontró con Bratfisch y María en el conocido restaurante «Roter Stadel» de Breitenfurt.
- 15:30 p. m. Rodolfo y María llegaron a Mayerling.[4]

Día 30
Finalmente, la madrugada del 30 de enero de 1889, Rodolfo de Habsburgo (príncipe heredero de Austria), hijo del emperador Francisco José I y la emperatriz Isabel de Baviera, más conocida como Sissi, fue hallado muerto junto a su amante la baronesa de Vetsera (sin haber cumplido aún los 18 años), tras haberse suicidado, según la primera versión «oficial» de lo ocurrido (de ella no se dice nada).
Tras el suceso, el cadáver de María fue sepultado, subrepticiamente, en el pequeño cementerio contiguo a la abadía de Heiligenkreuz.
A principios de febrero, «mientras los recuerdos están aún frescos», el conde Hoyos declaró:

Con ocasión del desastre que tuvo lugar el 30 de enero de este año en Mayerling, me encontré con Su Alteza Real la princesa viuda y me preguntó si yo estaba al tanto de las relaciones del Príncipe heredero con Maria Vetsera. Le respondí que conocía a la baronesa solo porque la había saludado en la velada que dio el embajador alemán el 27 de enero. Creo, pues, que es mi deber emitir la siguiente declaración:
* Que hasta ese momento solo había intercambiado con la baronesa Vetsera un saludo y algunas palabras.
* Que jamás había entrado en su apartamento.
* Que sobre las relaciones entre el Príncipe heredero y la baronesa nunca he escuchado mención alguna y que me son completamente desconocidas.
* Esta es la verdad, por lo que Dios me ayude.

## Estudio de los restos

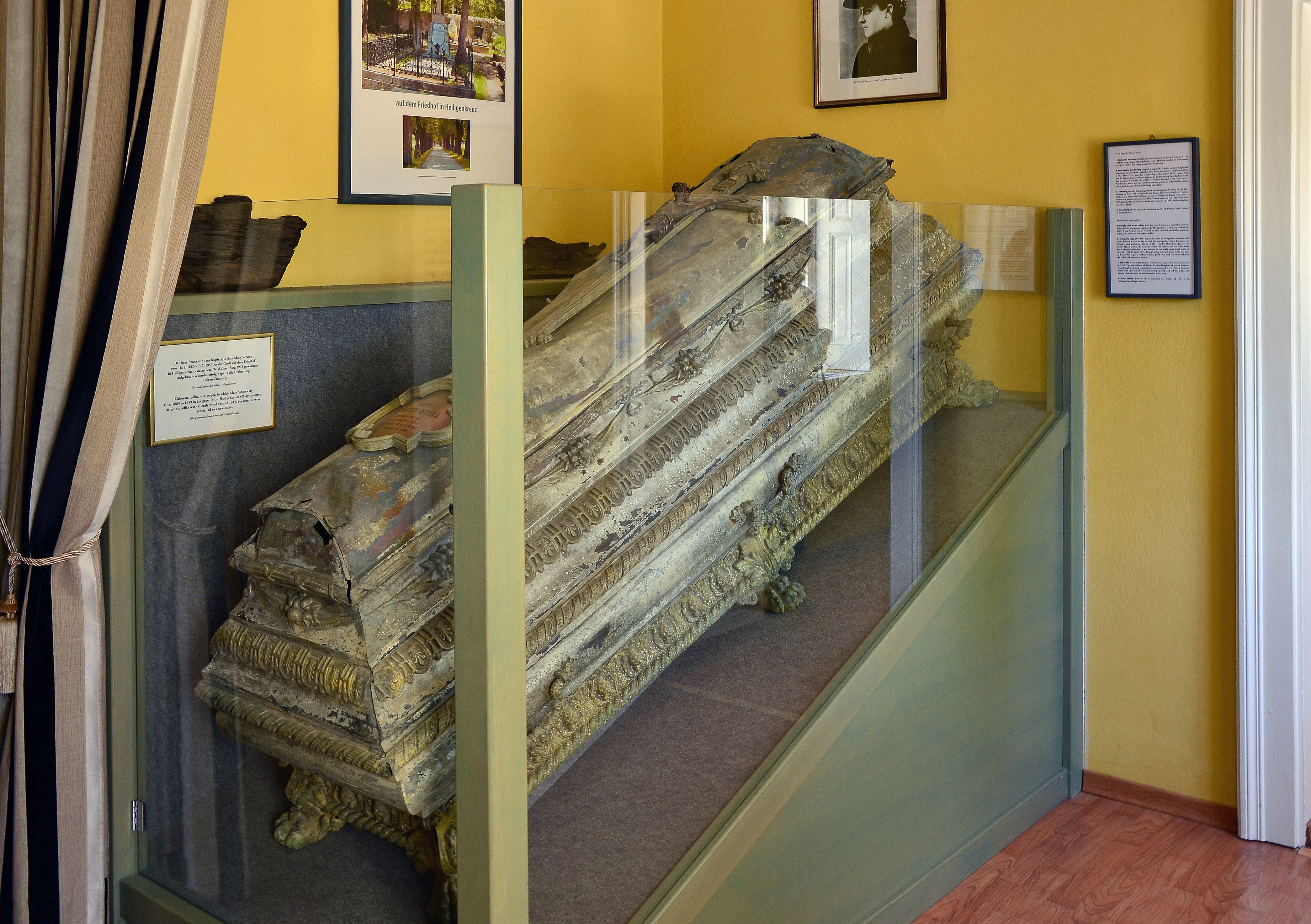
El cadáver de María fue depositado inicialmente en una sencilla caja de madera hecha a toda prisa el 31 de enero de 1889. Tres meses y medio después, el 16 de mayo, fue trasladado al interior de un lujoso féretro de cobre que su madre, Elena Baltazzi, había encargado con el fin de llevarlo, al parecer, a una nueva tumba. Este ataúd actualmente esta expuesto en el museo de Mayerling (fotografía de mayo de 2012).

En la abril de 1945, cuando la II Guerra Mundial tocaba a su fin, el monasterio fue atacado por la artillería soviética y un proyectil de largo alcance desplazó la losa de granito que, desde 1889, cubría la tumba de la baronesa. Gerd Holler (Mayerling, die Lösung des Rätsels, 1983), un joven médico local, fue requerido para examinar sus restos, antes de volver a enterrarlos, comprobando que estos no presentaban herida de bala alguna, lo que echaba por tierra la teoría de que Rodolfo le hubiese disparado. No conforme del todo, Holler esperó que se abriese el Archivo Apostólico Vaticano para cotejar los resultados de su investigación con la que se había realizado en su momento para decidir si sus cuerpos podían recibir sepultura eclesiástica: este primer análisis también había llegado a la conclusión de que el arma homicida solo había sido disparada una vez, y la víctima habría sido Rodolfo; por eso su cabeza aparecía vendada.
Según Holler, María fue asesinada a puñaladas y golpes de los que trató de defenderse. 
En 1959, se fabricó un tercer ataúd, brutalmente abierto esta vez por Helmut Flatzelsteiner, un comerciante de muebles de Puchenau, cerca de Linz, en julio de 1991. Finalmente, el 28 de octubre de 1993, los restos de la joven fueron conducidos de nuevo al cementerio de Heiligenkreuz.

## Hemerografía
- Vidal, César (23 de septiembre de 2002). «¿Qué pasó en Mayerling?». LibertadDigital.

## Galería de imágenes

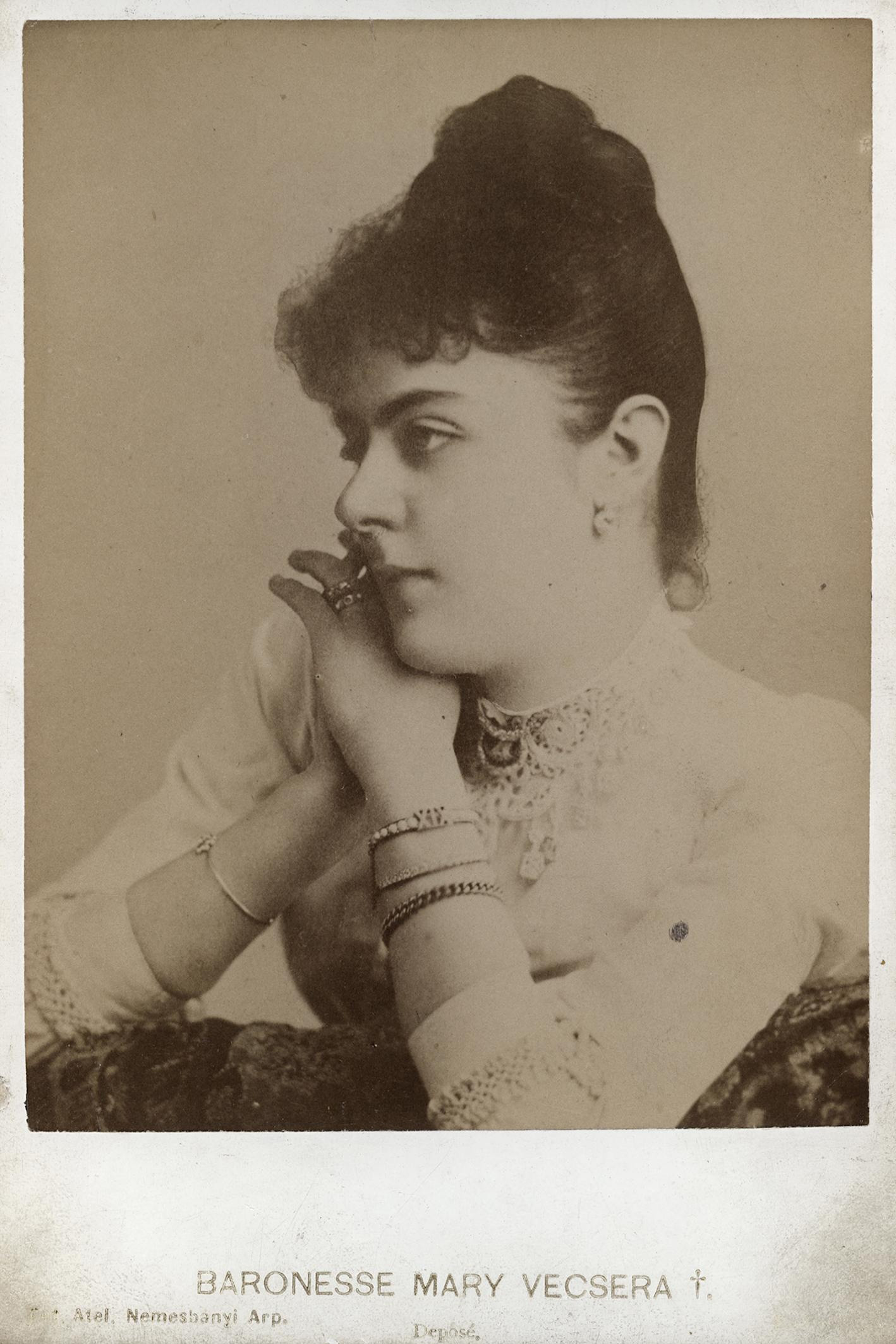
Biblioteca Nacional de Austria. c. 1888
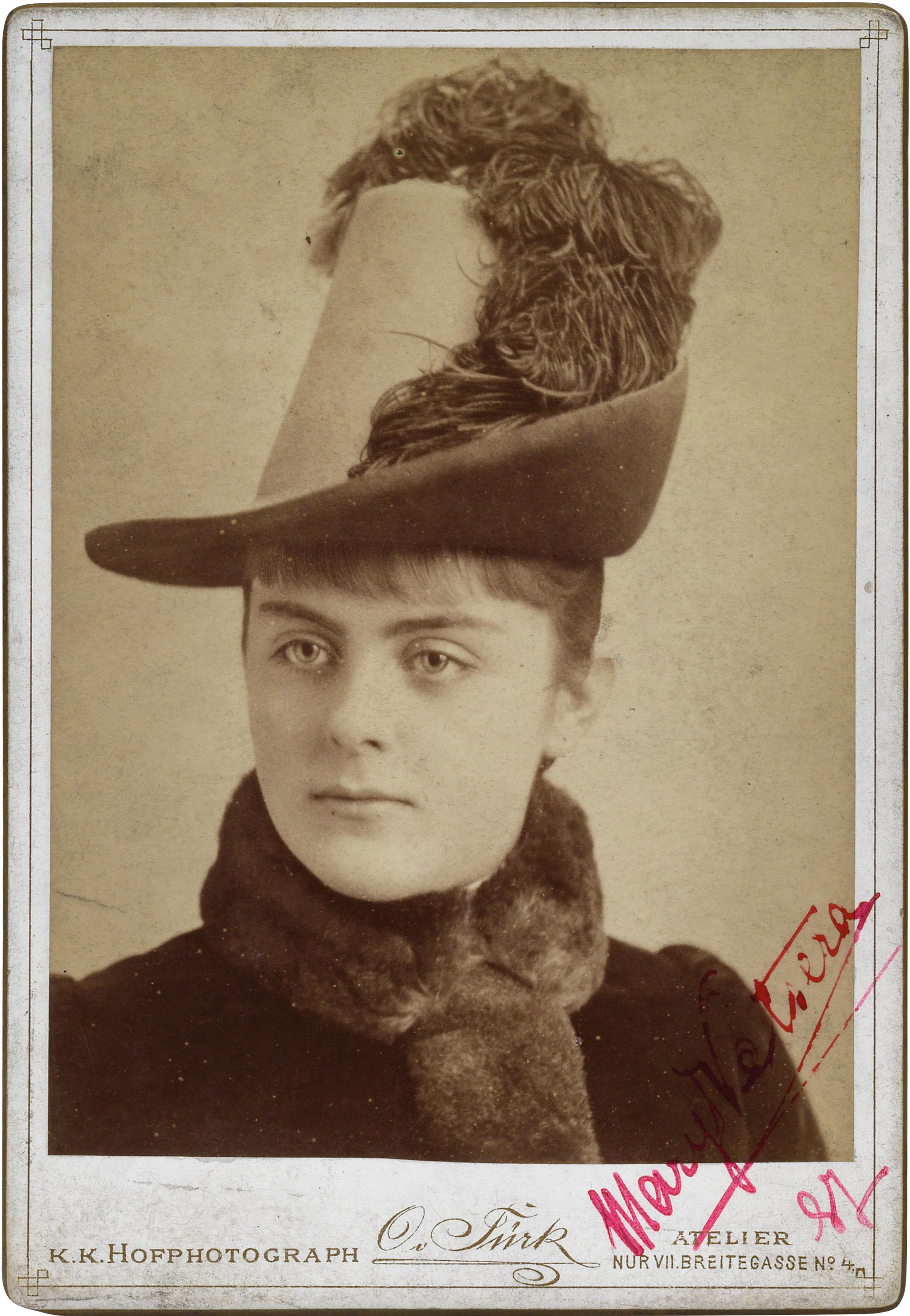
Othmar Türk. 1887
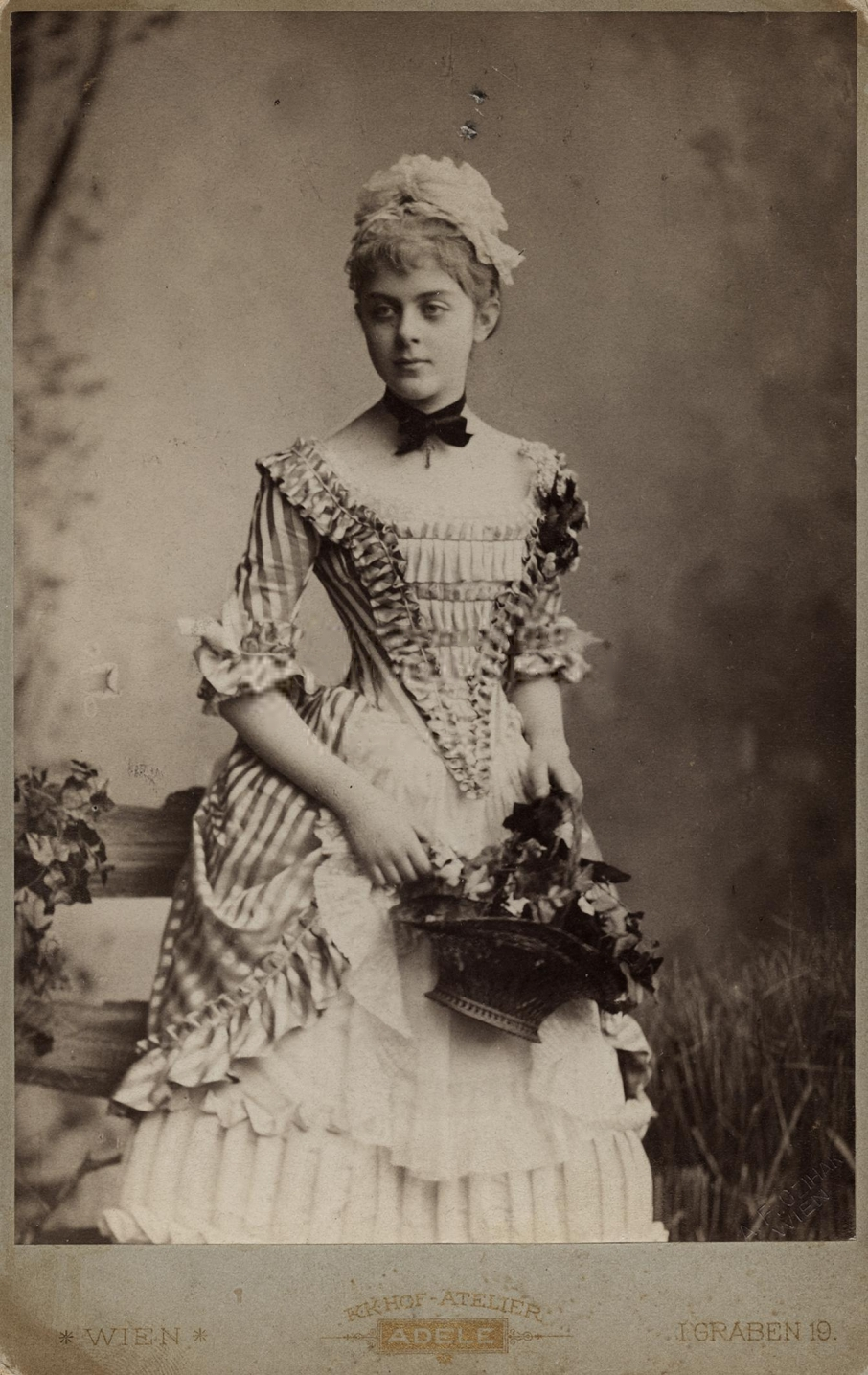
Atelier Adele. Biblioteca Nacional de Austria. 1889